# Лебяжье (Егорьевский район)
Лебяжье — село в Егорьевском районе Алтайского края России. Административный центр Лебяжинского сельсовета.

## География
Село находится в юго-западной части Алтайского края, на восточном берегу озера Лебяжье, к востоку от озера Горькое, на расстоянии примерно 2 километров (по прямой) к юго-юго-западу (SSW) от села Новоегорьевское, административного центра района. Абсолютная высота — 243 метра над уровнем моря.

Климат умеренный, континентальный. Средняя температура января составляет −12,5 °C, июля — +18,6 °C. Годовое количество осадков составляет 362 мм.

## История
Село Лебяжье было основано в 1872 году. В 1928 году в Лебяжьем функционировали 2 школы, изба-читальня, библиотека, лавка общества потребителей, имелось 658 хозяйств, проживало 3685 человек. В административном отношении Лебяжье являлось центром сельсовета Рубцовского района Рубцовского округа Сибирского края. В 1931 г. состояло из 647 хозяйств, центр сельсовета Рубцовского района.
В советское время село Лебяжье было известно как климатокумысолечебный курорт. Для питьевого лечения использовалась хлоридно-гидрокарбонатная натриевая вода расположенного рядом озера Горькое. Для лечения использовалась также иловая грязь этого озера. Действовал санаторий для больных активными формами туберкулёза лёгких.

## Население
| 1926  | 1931  | 1997  | 1998  | 1999  | 2000  | 2001  |
| ----- | ----- | ----- | ----- | ----- | ----- | ----- |
| 3685  | ↘2970 | ↘1440 | ↗1469 | ↗1541 | ↗1579 | ↘1524 |
| 2002  | 2003  | 2004  | 2005  | 2006  | 2007  | 2008  |
| ↘1503 | ↘1464 | ↘1443 | ↘1349 | ↗1356 | ↘1271 | ↗1325 |
| 2009  | 2010  | 2011  | 2012  | 2013  |       |       |
| ↗1350 | ↘1287 | ↘1285 | ↘1209 | ↗1291 |       |       |

Согласно результатам переписи 2002 года, в национальной структуре населения русские составляли 95 %.

## Известные уроженцы, жители
Трофимов, Виталий Викторович — советский, российский художник-акварелист, график. Член Союза художников России (1973). 

## Экономика
Личное подсобное хозяйство с зоной сельскохозяйственного использования, индивидуальная застройка усадебного типа.
Основа экономики — сельское хозяйство.

## Инфраструктура
В селе функционируют основная общеобразовательная школа, детский сад, фельдшерско-акушерский пункт, культурно-досуговый центр и отделение Почты России.

## Улицы
Уличная сеть села состоит из 7 улиц и 1 переулка.